# Tông Phong Diệu Siêu
Tông Phong Diệu Siêu (zh. 宗峰妙超, ja. shūhō myōchō), 1282-1338, cũng được gọi là Đại Đăng Quốc sư (ja. daitō kokushi), là một vị Thiền sư Nhật Bản lỗi lạc thuộc tông Lâm Tế. Sư nối pháp Nam Phố Thiệu Minh (ja. nampo jōmyō) và là thầy của Quan Sơn Huệ Huyền (ja. kanzan egen). Sư là người thành lập và trụ trì đầu tiên của Đại Đức tự (zh. 大德寺, ja. daitoku-ji) ở Kinh Đô (kyōto), một trong những ngôi chùa quan trọng nhất của Nhật Bản.

## Cơ duyên
Sư sinh trưởng tại Harima, cách thành phố Osaka không xa. Lúc còn nhỏ Sư đã có những dấu hiệu lạ thường, lên mười đã không thích chơi với trẻ con cùng lứa. Sư bắt đầu nghiên cứu tu tập Phật pháp rất sớm và chu du viếng thăm nhiều thiền viện. Năm 22 tuổi, Sư đến tham học với Thiền sư Cao Phong Hiển Nhật (ja. kōhō kennichi) tại Vạn Thọ tự (ja. manju-ji) ở Liêm Thương (kamakura) và nơi đây có ngộ nhập. Sau, Sư đến học nơi Thiền sư Nam Phố Thiệu Minh và được vị này ấn khả. Nam Phố khuyên Sư tu tập thêm hai mươi năm nữa trước khi nhập thế hoằng hoá thế gian.
Sau khi Nam Phố tịch (1308), Sư trở về Kinh Đô sống ẩn dật hai mươi năm. Trong thời gian này, Sư sống cùng với những kẻ ăn xin và ngủ dưới cầu. Tin truyền về một kẻ ăn xin lạ thường đồn đến tai Thiên hoàng Hoa Viên (ja. hanazono) và ông đích thân đến cầu để tìm cho ra lai lịch của vị khất sĩ phi thường này. Ông mang theo một giỏ dưa và nói trước các khất sĩ: "Ta sẽ tặng quả dưa cho người nào đến đây mà không sử dụng đôi chân." Mọi người đều suy nghĩ chần chừ, Sư liền bước ra nói: "Đưa quả dưa cho ta mà không được dùng đôi tay!" Ngay sau sự việc này, Nhật hoàng thỉnh Sư về cung điện tham vấn.
Sau đó, Sư dựng một cái am trên đồi gần Kinh Đô, học chúng đua nhau đến rất đông, đến nỗi Thiền viện Đại đức được xây dựng để đáp ứng nhu cầu của học khách. Sư được Cựu Thiên hoàng Hoa Viên phong là Hưng Thiền Đại Đăng Quốc sư (zh. 興禪大燈國師, ja. kōzen daitō kokushi). 

## Pháp ngữ
Tông phong của Sư nổi tiếng là uy nghiêm dũng mãnh. Nổi danh nhất là bản Di giới (zh. 遺誡, ja. yuikai) của Sư—được viết hai năm trước lúc Sư quy tịch. Bản Di giới này nêu rõ phong cách của dòng thiền Ứng-Đăng-Quan và truyền thống của Thiền tông từ Trung Quốc đến Nhật Bản nói chung. Bản này—thỉnh thoảng được biến đổi đôi chút—vẫn còn được treo trước mỗi Thiền viện của tông Lâm Tế tại Nhật. Nội dung bản này như sau:
Dù các thiền viện được hưng thịnh thế nào sau khi lão tăng qua đời đi nữa, dù tượng hình Phật và các bộ kinh được tạo bằng vàng ròng đi nữa, dù thiền sinh tham học đông đảo, tụng kinh, phát nguyện, toạ thiền suốt đêm, ăn chỉ một bữa, chuyên cần giữ giới đi nữa,—nếu họ không chú tâm tìm cho bằng được diệu pháp nằm ngoài kinh điển của chư Phật, Tổ thì họ không thể nào đoạn diệt lưới nghiệp, tông chỉ sẽ bị hoại, họ sẽ theo nhà ma. Dù khoảng thời gian từ khi lão tăng qua đời có dài thế nào đi nữa thì cũng không được gọi họ là con cháu của lão tăng.
Nhưng—nếu có người nào tại đây, ở nhà lá, ăn rau cỏ từ nồi nghiêng bếp hỏng để sống qua ngày, nếu người này tự tìm hiểu nguồn gốc của chính mình thì ngày ngày sẽ thấy được lão tăng và sẽ là người báo ân chân thật.
Sư lâm bệnh nặng năm 55 tuổi và phó chúc công việc cai quản thiền viện cho môn đệ là Triệt Ông Nghĩa Hanh (ja. tettō gikō). Sư căn dặn không được xây tháp cho Sư sau khi Sư tịch. Câu chuyện rất cảm động sau được truyền lại, tả lúc Sư quy tịch. Như phần lớn các vị Thiền sư, Sư muốn ngồi kết già viên tịch mặc dù chân của Sư bị thương và trước đó Sư cũng không thể nào ngồi kết già toạ thiền. Biết thời điểm đã đến, Sư dùng hết sức mình kéo chân trái đặt trên chân phải. Xương chân của Sư gãy, máu tuôn đầy ca-sa. Sư an nhiên ngồi thẳng và viết những dòng kệ sau:
Phật, Tổ ta đã đoạn
Tóc bay đã hết rối
Bánh xe tự tại chuyển
Chân không bèn nghiến răng.
Với sự xuất hiện của Sư, Thiền Nhật Bản đã vượt qua giai đoạn du nhập, các Thiền sư Nhật đã đạt được phong độ của các tiền bối tại Trung Quốc đời Đường, đời Tống.